# Щеґліно-Нове
Щеґліно-Нове (пол. Szczeglino Nowe) — село в Польщі, у гміні Сянув Кошалінського повіту Західнопоморського воєводства.
Населення — 78 осіб (2011).

## Демографія
Демографічна структура станом на 31 березня 2011 року:
|          | Загалом | Допрацездатний вік | Працездатний вік | Постпрацездатний вік |
| -------- | ------- | ------------------ | ---------------- | -------------------- |
| Чоловіки | 44      | 6                  | 34               | 4                    |
| Жінки    | 34      | 7                  | 19               | 8                    |
| Разом    | 78      | 13                 | 53               | 12                   |